# Jacques Raymond
Jacques Raymond est un chanteur belge. 
Il a représenté la Belgique au Concours Eurovision de la chanson 1963 avec la chanson en néerlandais Waarom (classé 10e sur 16 pays) 
et à la Coupe d'Europe du tour de chant.
Il représente la Belgique, une deuxième fois, en duo avec Lily Castel au Concours Eurovision de la chanson 1971 et se classeront 14e sur 18 pays.

## Répertoire
- Goeiemorgen, morgen
- Waarom
- Heel veel liefs en tot ziens
- Ik blijf op je wachten
- Klappen in de handen
- Jouw adieu
- Onder 't groen van de bomen
- You're so simpatico
- Slotakkoord
- Permettete, signorina
- Tannia